# Državno tajništvo Svete Stolice
Državno tajništvo Svete Stolice je dikasterij Rimske kurije koje pruža potporu papi u obavljanju njegove univerzalne misije. Na čelu se nalazi kardinal državni tajnik. Trenutačno tu dužnost obnaša kardinal Pietro Parolin. Državni tajnik je prvi papin suradnik u upravljanju univerzalnom Crkvom, primarno odgovoran za diplomatske i političke aktivnosti Svete Stolice, a u nekim slučajevima predstavlja samu osobu Vrhovnoga poglavara.
Prema Apostolskoj konstituciji pape sv. Ivana Pavla II. Pastor Bonus od 28. lipnja 1988., kojom su izvršene reforme Rimske kurije, Državno tajništvo podijeljeno je na dva odsjeka: Odsjek za opće poslove i Odsjek za odnose s državama, koji uključuje i Vijeće za javne poslove Crkve. 

## Odsjek za opće poslove
Odsjek za opće poslove, odnosno Prvi odsjek, zadužen je za obavljanje redovnih poslova vezanih za svakodnevnu službu Vrhovnoga poglavar Crkve. Prvi odsjek organizira aktivnosti Rimske kurije, priprema prijedloge za imenovanja na dužnosti u Kuriji, priprema papinske dokumente, čuvar je papinskog grba i Ribarevog prstena. Prvi odsjek također nadzire službe za informiranje Svete Stolice te je odgovoran za objavljivanje službenih glasila Acta Apostolicae Sedis i Annuario Pontificio (Papinski godišnjak). Također, zadužen je za koordiniranje aktivnosti nuncija diljem svijeta i njihovih odnosa s mjesnim Crkvama.

## Odsjek za odnose s državama
Odsjek za odnose s državama, odnosno Drugi odsjek, zadužen je za odnose Svete Stolice s civilnim vlastima. Odgovorno je za diplomatske odnose Svete Stolice s drugim državama, sklapanje konkordata i drugih sporazuma, kao i za koordinaciju aktivnosti nuncija u njihovim odnosima s vladama.

## Vanjske poveznice
- Internetske stranice Državnoga tajništva Svete Stolice (engl.)
- Službeni račun (Terza Loggia) na Twitteru